# Satellite City
Satellite City (no Brasil: Turma do Bom Clima) foi um desenho animado britânico, exibido no Brasil pela TV Cultura, através do programa Glub-Glub.
Uma das produtoras da série foi a Fairwater Films, responsável também pelos desenhos The Shoe People e  Dr. Zitbag's Transylvania Pet Shop.

## Enredo
O planeta Climática é protegido dos Poluidores pela Turma do Bom Clima